# (65694) Franzrosenzweig
(65694) Franzrosenzweig (1991 RX40) – planetoida z pasa głównego asteroid okrążająca Słońce w ciągu 3,51 lat w średniej odległości 2,31 j.a. Odkryta 10 września 1991 roku.